# برای عشقت انجامش بده
«برای عشقت انجامش بده» تک‌آهنگی از هنرمند اهل اسپانیا مانل ناوارو است که در سال ۲۰۱۷ میلادی منتشر شد. این ترانه نماینده اسپانیا در یوروویژن ۲۰۱۷ است.